# Le Cergne
Le Cergne é uma comuna francesa na região administrativa de Auvérnia-Ródano-Alpes, no departamento de Loire. Estende-se por uma área de 5,93 km². Em 2010 a comuna tinha 656 habitantes (densidade: 110,6 hab./km²).